# Comuna de Głuchów
Głuchów (polaco: Gmina Głuchów) é uma gminy (comuna) na Polónia, na voivodia de Lodz e no condado de Skierniewicki. A sede do condado é a cidade de Głuchów.
De acordo com os censos de 2004, a comuna tem 6052 habitantes, com uma densidade 54,4 hab/km².

## Área
Estende-se por uma área de 111,31 km², incluindo:
- área agricola: 84%
- área florestal: 11%

## Demografia
Dados de 30 de Junho 2004:
|                      | Total   | Total | Mulheres | Mulheres | Homens  | Homens |
| -------------------- | ------- | ----- | -------- | -------- | ------- | ------ |
|                      | pessoas | %     | pessoas  | %        | pessoas | %      |
| População            | 6052    | 100   | 3017     | 49,9     | 3035    | 50,1   |
| Densidade (pop./km²) | 54,4    | 100   | 27,1     | 27,1     | 27,3    | 27,3   |

De acordo com dados de 2002, o rendimento médio per capita ascendia a 1244,27 zł. zł.

## Subdivisões
- Białynin, Białynin-Południe, Borysław, Celigów, Głuchów, Janisławice, Jasień, Kochanów, Michowice, Miłochniewice, Prusy, Reczul, Skoczykłody, Wysokienice, Złota.

## Comunas vizinhas
- Biała Rawska, Godzianów, Jeżów, Skierniewice, Słupia, Żelechlinek